# Parecag
Parecag is een plaats in Slovenië en maakt deel uit van de gemeente Piran in de NUTS-3-regio Obalnokraška. De plaats telde 1.043 inwoners op 1 januari 2020.